# Distrito electoral de Karnak (Illinois)
Karnak (en inglés: Karnak Precinct) es un distrito electoral ubicado en el condado de Pulaski en el estado estadounidense de Illinois. En el Censo de 2010 tenía una población de 598 habitantes y una densidad poblacional de 16,16 personas por km².

## Geografía
Según la Oficina del Censo de los Estados Unidos, tiene una superficie total de 37.01 km², de la cual 36.64 km² corresponden a tierra firme y (1.01%) 0.38 km² es agua.

## Demografía
Según el censo de 2010, había 598 personas residiendo en Karnak. La densidad de población era de 16,16 hab./km². De los 598 habitantes, Karnak estaba compuesto por el 93.14% blancos, el 4.68% eran afroamericanos, el 0.17% eran amerindios, el 0% eran asiáticos, el 0% eran isleños del Pacífico, el 0.5% eran de otras razas y el 1.51% pertenecían a dos o más razas. Del total de la población el 2.34% eran hispanos o latinos de cualquier raza.